# The Roaring Silence
The Roaring Silence è il settimo album del gruppo musicale britannico Manfred Man's Earth Band, pubblicato dall'etichetta discografica Bronze con distribuzione Island il 27 agosto 1976.
L'album è prodotto dallo stesso gruppo. Blinded by the Light è una cover dell'omonimo brano di Bruce Springsteen.
Dal disco vengono tratti i singoli Blinded by the Light e Questions.

## Tracce

### Lato A
1. Blinded by the Light
2. Singing the Dolphin Through
3. Waiter, There's a Yawn in My Ear

### Lato B
1. The Road to Babylon
2. This Side of Paradise
3. Starbird
4. Questions